# Ingeniero Luis B. Sánchez
Ingeniero Luis B. Sánchez es el pueblo situado más al oeste del Municipio de San Luis Río Colorado en el noroeste del estado mexicano de Sonora. Es una comisaría municipal y la segunda localidad más habitada del municipio, ya que según los datos del Censo de Población y Vivienda realizado en 2010 por el Instituto Nacional de Estadística y Geografía (INEGI), Ingeniero Luis B. Sánchez tiene un total de 5,560 habitantes. y de 5970 según el censo del año 2020. La altitud de la población es 11 m s. n. m.
El origen. Se reconoce como la fecha de fundación el 2 de diciembre de 1937. Fue decretado el nombre por el gobernador de Sonora Ignacio Soto (1949 - 1955) quien le asignó el nombre como resultado de la votación, entre tres nombres propuestos por ellos mismos. En un principio se pensaba que toda ésa parte era Sonora. sin embargo Baja California, también quería cobrar impuestos y no estaba clara la delimitación. Antes el cauce del Río Colorado se consideraban los límites, sin embargo, existían cambios en su cauce. Luis B. Sánchez, realiza gestiones ante el gobierno federal para una delimitación oficial. Así sucede y a partir de entonces, el poblado se divide en dos. Una parte en Sonora y la otra en Baja California, donde en el callejón Sonora se encuentran los límites a 100 metros de las vías del Ferrocarril Sonora Baja California. Luis B. Sánchez, asigna el nombre a la parte de Baja California como Estación Coahuila y hoy Ciudad Coahuila, pues él era originario de ése estado mexicano. 
El forjador. El nombre del poblado se debe al Ingeniero Luis Beltrán-Sánchez Cordero, como honor a haber forjado el poblado. Fue uno de los fundadores, quien fue reconocido como persona altamente trabajadora, tenaz, valiente y audaz. Nació en Parras Coahuila el 9 de septiembre de 1884. Fue forjador de tierras de cultivo de ésa zona, pionero agrícola, quien llegó a ésas tierras, como parte del resultado del reparto agrario del Valle de Mexicali. 
Luis Beltrán Sánchez fue hijo de Luis Beltrán-Sánchez García, quien se dedicaba a la agricultura y ganadería en el estado de Coahuila, lo cual forjó el amor a la tierra[cita requerida]. Se incorporó como miembro activo en la Revolución Mexicana y llegó a ser teniente de infantería en las fuerzas del General Genovevo de la O. En 1913, es enviado por su padre a estudiar ingeniería civil en la Universidad de Lehigh en Bethlehem Pensilvania en Estados Unidos. Regresó y se fue a estudiar agronomía en la Escuela Nacional de Agricultura en el convento de San Jacinto, hoy Universidad Autónoma de Chapingo en la Ciudad de México. En 1918 formó una familia al lado de Ana María González y juntos tuvieron tres hijos: Luis, Santiago y Jesús. Por sus estudios de Ingeniería se incorporó a Ferrocarriles Nacionales de México donde fue auditor. Por sus estudios en agricultura se unió a la Comisión Nacional Agraria, que impulsada desde la Constitución Mexicana en 1917, en la que fue jefe de Fraccionamientos Ejidales. 
Decidió junto con oros amigos de Coahuila y Monterrey, migrar al Valle de Mexicali para trabajar la tierra y sembrar algodón. Hicieron un viaje de 29 días, pues cargaban maquinaria desde Coahuila. Primeramente iniciaron rentando un rancho de 10 hectáreas. Luego compraron 5,000 hectáreas de tierra a la Colorado River Land Company, él y otro grupo de personas . 
Ahí continuó la labor como agricultor, con conocimientos sobre ingeniería, construyó el canal "Maravillas"  de 18 kilómetros de largo y luego el canal Azteca, para irrigar sus tierras. Por esto tenía cierta influencia en la población, su don de gentes, y buena disposición, lograron la empatía social, más sus gestiones por la delimitación estatal en la zona, y la donación en 1942 de 87 hectáreas para que se fundara el poblado, el cual él mismo empezó a marcar las calles con un arado, jalado por su tractor, quedando así derechas. También instaló un tanque de combustible para uso de las necesidades locales, mismo que sirvió para la instalación de una planta generadora de energía eléctrica, hizo el terraplén para la estación de ferrocarril, misma que funcionó como tal por sus gestiones, ya que originalmente no existía estación sino que iba hasta estación Riíto y el Doctor. Por todo esto, hicieron de Luis B. Sánchez, una leyenda local.